# ポーランド統一労働者党

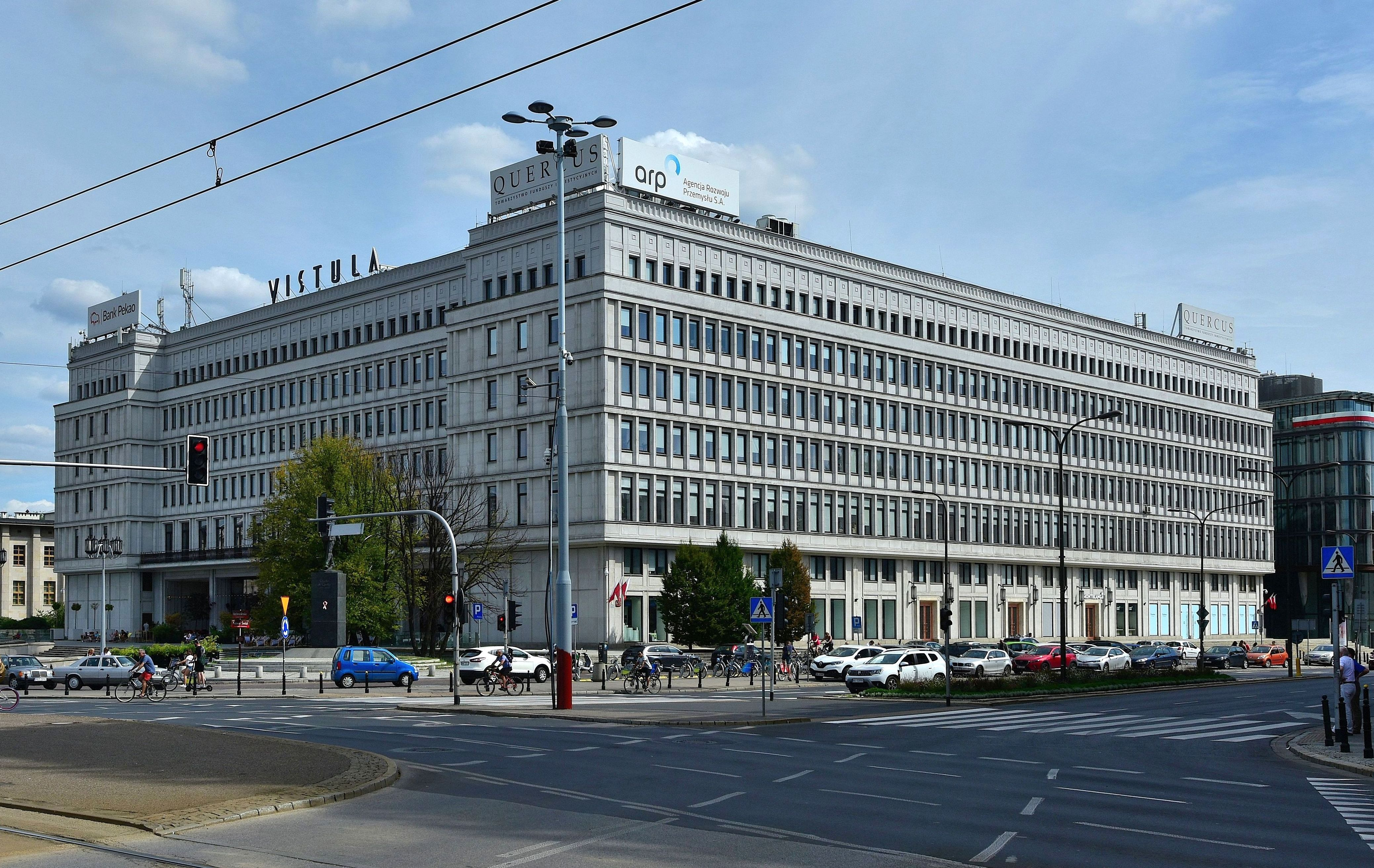
かつて統一労働者党本部が置かれていたビル

ポーランド統一労働者党（ポーランドとういつろうどうしゃとう、ポーランド語: Polska Zjednoczona Partia Robotnicza、略称:PZPR）は、冷戦時代のポーランド人民共和国に存在した政党で、当時の支配政党である。1948年結成、1989年解散。本稿では前身となるポーランド労働者党やポーランド共産党も含めて説明する。

## 歴史
統一労働者党の前身はポーランド共産党（Komunistyczna Partia Polski、KPP）である。1918年2月にポーランド・リトアニア王国社会民主党（SDKPiL）とポーランド社会党（PPS）左派が合同してポーランド共産主義労働者党（Komunistyczna Partia Robotnicza Polski、KPRP）が結成され、1925年にKPPに改称した。しかし極左路線と親ソ傾向が強かったため、国民から孤立し、非合法の弱小政党に留まっていた。そして1938年にはコミンテルンの指令によって解体され、ソビエト連邦に亡命していた重要幹部は殆ど粛清された。
1942年に粛清を免れた党員によってポーランド労働者党（Polska Partia Robotnicza、PPR）が結成され、ナチス占領下のポーランド国内で抵抗運動を行った。
1944年、ソ連軍がポーランド国内に侵攻して解放した地域における政権党として全面に登場、1948年12月にPPRとPPSが合同してPZPRとなった。同年後半以降、ヴワディスワフ・ゴムウカなど国内派指導者は「右翼的民族主義偏向」を理由として追放され、スターリン主義的傾向を強め、事実上の一党独裁制を確立した。しかし、56年のポズナン暴動をきっかけに指導部は更迭され、ゴムウカを復帰させて自由化措置を実施した。
1989年2月には、独立自主管理労働組合「連帯」（以下、「連帯」）との円卓会議を実施、同年6月に行われたポーランド初の自由選挙では大敗し、「連帯」に政権を明け渡す結果となった。翌90年には党名を「ポーランド共和国社会民主党」に改名、1991年の議会選挙では政党連合「民主左翼連合」（SLD）の一員として選挙に参加した（SLDは1999年4月に政党化）。

## 歴代書記長・第一書記
| 代 | 氏名                                           | 在任期間                        | 役職名   |
| -- | ---------------------------------------------- | ------------------------------- | -------- |
| 1  | ボレスワフ・ビェルト Bolesław Bierut           | 1948年12月22日 - 1956年3月12日  | 書記長   |
| 2  | エドヴァルト・オハプ Edward Ochab              | 1956年3月20日 - 1956年10月21日  | 第一書記 |
| 3  | ヴワディスワフ・ゴムウカ Władysław Gomułka     | 1956年10月21日 - 1970年12月20日 | 第一書記 |
| 4  | エドヴァルト・ギェレク Edward Gierek           | 1970年12月20日 - 1980年9月6日   | 第一書記 |
| 5  | スタニスワフ・カニャ Stanisław Kania           | 1980年9月6日 - 1981年10月18日   | 第一書記 |
| 6  | ヴォイチェフ・ヤルゼルスキ Wojciech Jaruzelski | 1981年10月18日 - 1989年7月29日  | 第一書記 |
| 7  | ミェチスワフ・ラコフスキ Mieczysław Rakowski   | 1989年7月29日 - 1990年1月29日   | 第一書記 |